# Mooskirchen
Mooskirchen osztrák mezőváros Stájerország Voitsbergi járásában. 2017 januárjában 2203 lakosa volt. 

## Elhelyezkedése

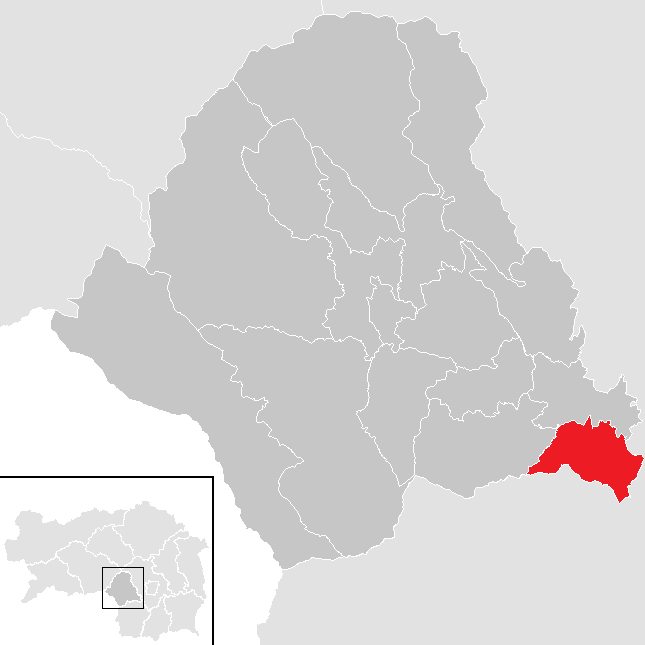
Mooskirchen a Voitsbergi járásban

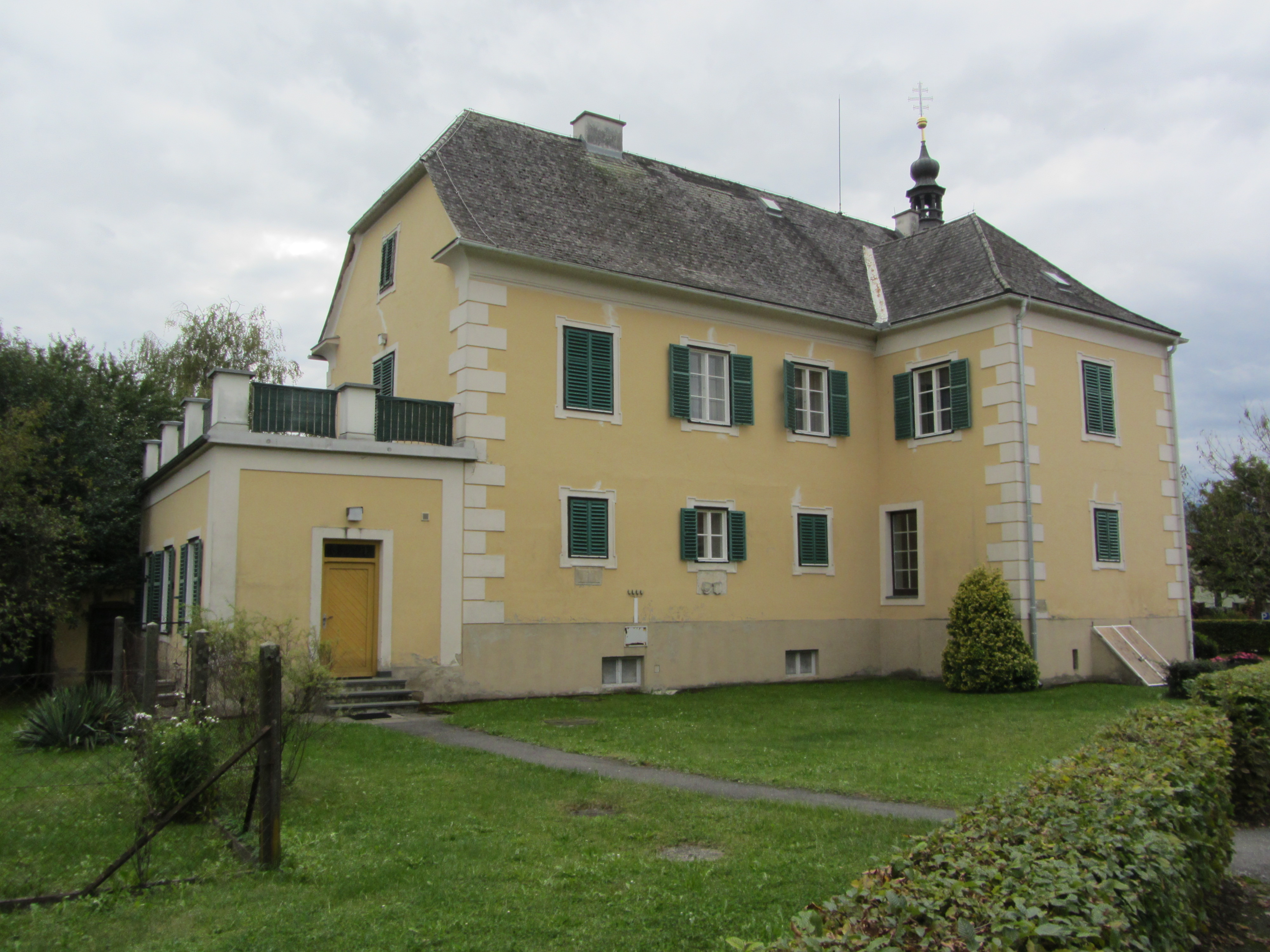
A 16. századi paplak

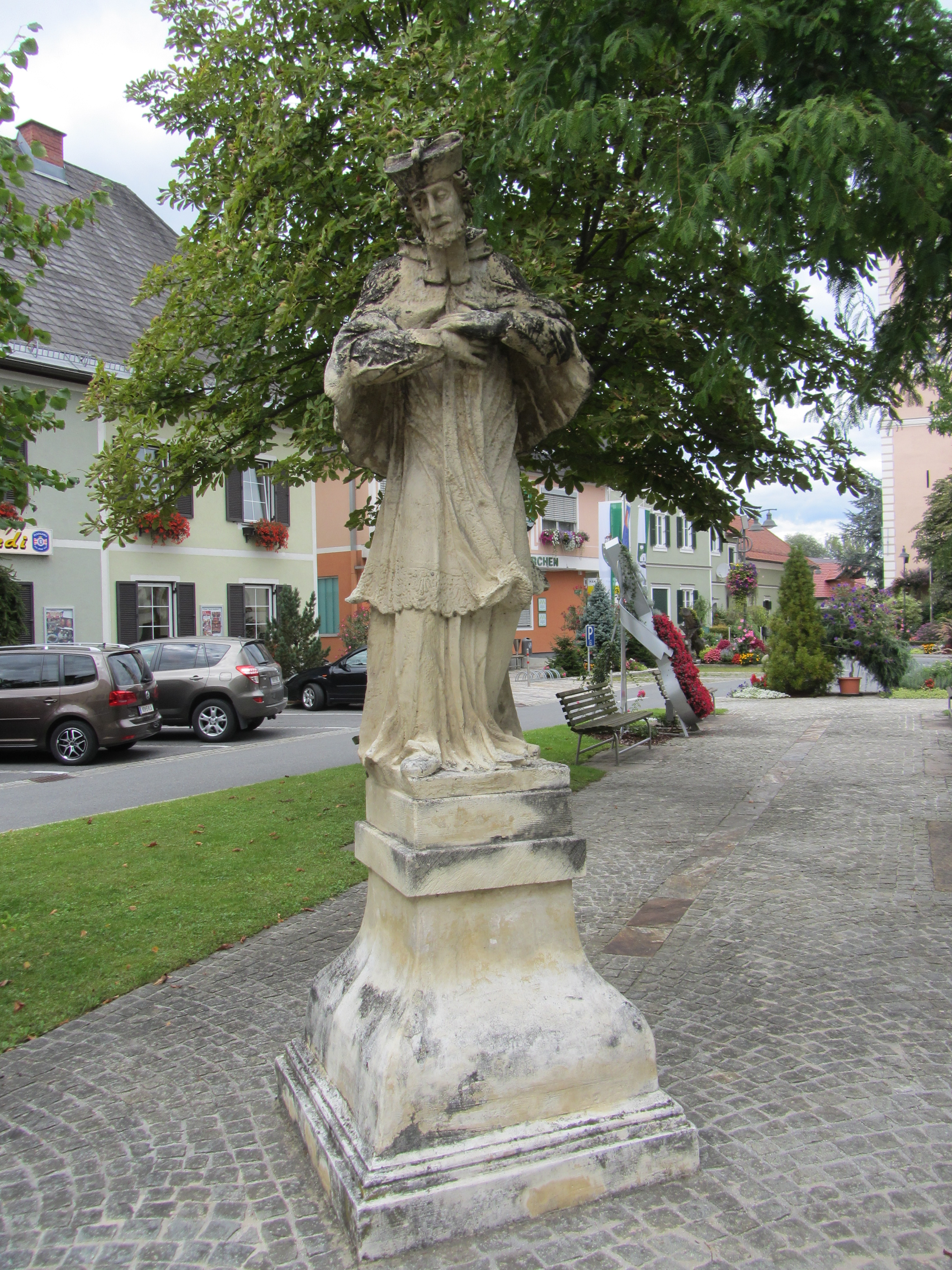
Nepomuki Szt. János szobra

Mooskirchen a tartomány középső részén fekszik a Nyugat-Stájerország régióban, a Kainach (a Mura mellékfolyója) mentén. A Voitsbergi járás legdélkeletebbre fekvő települése. Az önkormányzathoz 5 katasztrális községben (Fluttendorf, Gießenberg, Mooskirchen, Neudorf bei Mooskirchen, Stögersdorf) 9 falu és egyéb település tartozik: Bubendorf, Fluttendorf, Gießenberg, Kniezenberg, Mooskirchen, Neudorf bei Mooskirchen, Rauchegg, Rubmannsberg, Stögersdorf.
A környező települések: nyugatra Ligist, északra Söding-Sankt Johann, keletre Lieboch, délkeletre Lannach, délnyugatra Sankt Stefan ob Stainz. 

## Története
Mooskirchen temploma a második legrégebbi a járásban (a Köflachhoz tartozó piberi templom után), 1100 körül már létezett. A település először 1136-ban jelenik meg az oklevelekben, egy bizonyos Gerungus de Mosekirchen nevében, aki a reini apátság egyik adománylevelének tanúi között szerepel.
1480-ban a törökök kifosztották a falut és megszentségtelenítették a templomát. 1542-ben egy okmány Mooskirchen polgárairól tesz említést, vagyis a település ekkor már mezőváros volt. A 16. század végén a város a seckaui püspök birtokában volt. 1620-ban Sigmund Galler gróf szerezte meg, de már 1661-ben visszakerült a püspökséghez. 1686-ban Johann Ernst püspök Mooskirchent elcserélte a Nikolaus Lodron gróf tulajdonában lévő, Seckau melletti Gaalért. Lodroné volt ekkor már a Mooskirchen melletti Winterhof kastélya és a várost az uradalmához kapcsolta, egészen a feudális birtokokat felszámoló 1848-as forradalomig. Magát a kastélyt 1716-ban elhagyták és hamarosan rombadőlt.
1782-ben sáskajárás pusztította a vidéket. A napóleoni háborúk során 1805-1809 között francia katonák vonultak át, illetve találtak szállást a városban; eközben jelentősebb incidens nem történt.
A második világháború után szovjet csapatok vonultak be Mooskirchenbe, ami némi fosztogatással járt, majd egész Stájerország a brit megszállási zónába került.
1968-ban a szomszédos Fluttendorf, Gießenberg és Stögersdorf községeket Mooskirchen önkormányzatához csatolták. 2009-ben a "Virágos Európáért" versenyben Mooskirchen a falu kategóriában aranyérmet nyert.

## Lakosság
A mooskircheni önkormányzat területén 2017 januárjában 2203 fő élt. 2015-ben a helybeliek 95,9%-a volt osztrák állampolgár; a külföldiek közül 1,4% a régi (2004 előtti), 2% az új EU-tagállamokból érkezett. 0,4% a volt Jugoszlávia (Szlovénia és Horvátország nélkül) vagy Törökország, 0,3% egyéb országok polgára. 2001-ben 92,5% római katolikusnak, 1,4% evangélikusnak, 0,6% mohamedánnak, 3,9% pedig felekezet nélkülinek vallotta magát. Ugyanekkor egy magyar élt Mooskirchenben. 

## Látnivalók
- a Szt. Vitus-plébániatemplomot először 1136-ban, majd 1154-ben említik. 1452-1495 között Sankt Lambrecht apátsága alá tartozott. A 15. században, majd 1701-02-ben átépítették és kibővítették. Tornya és hagymakupolája 1713-ban épült.
- a plébániához tartozó paplak a 16. században épült.
- a Marktplatzon áll Nepomuki Szt. Jánosnak a 18. század második feléből származó barokk szobra.
- Fluttendorf kápolnája

## Fordítás
- Ez a szócikk részben vagy egészben  a   Mooskirchen című német Wikipédia-szócikk ezen változatának fordításán alapul.  Az eredeti cikk szerkesztőit annak laptörténete sorolja fel. Ez a jelzés csupán a megfogalmazás eredetét és a szerzői jogokat jelzi, nem szolgál a cikkben szereplő információk forrásmegjelöléseként.